# Кодекс Сполучених Штатів
Кодекс Сполучених Штатів, Кодекс США (англ. United States Code, USC) — зведена кодифікація федерального законодавства США.

## Процес кодифікації
Процедура прийняття закону США така: офіційний текст закону (іменованого Актом Конгресу) являє собою схвалений Конгресом законопроєкт, представлений на схвалення Президенту США, який має право накласти на нього вето, яке, однак, може бути подолано двома третинами кожної з палат Конгресу. Після підписання Президентом, закінчення визначеного Конституцією строку на вето або подолання вето Конгресом закон передається Архіваріусу Сполучених Штатів, а його копії публікуються у вигляді брошур Урядовою службою друку (Government Printing Office, GPO). Архіваріус збирає щорічні томи прийнятих законів і публікує їх у вигляді Великого зводу законодавства Сполучених штатів (United States Statutes at Large). За законом, текст Великого зводу є офіційним текстом (legal evidence) законів, прийнятих конгресом.
Тим не менш, Великий звід вкрай незручний для пошуку, оскільки закони в ньому розташовані виключно в хронологічному порядку, і закони, пов'язані загальною тематикою, можуть бути розкидані по різних томах. Крім того, закони нерідко скасовують або доповнюють один одного, і для з'ясування того, який із них і в якій частині дійсний, потрібні численні перехресні посилання.
Кодекс Сполучених Штатів є результатом спроби навести порядок в законодавстві, організувавши його за тематикою і усунувши застарілі або змінені розділи. Складанням і оновленням Кодексу займається Служба радника з ревізії законодавства (Office of the Law Revision Counsel, LRC) при Палаті представників Конгресу США). LRC визначає, які закони у Великому зводі повинні бути кодифіковані, які існуючі закони були порушені змінами або доповненнями, або ж просто втратили силу з інших причин. Відповідно до цих правил LRC оновлює Кодекс Сполучених Штатів.
У зв'язку з цим підходом один і той же закон може згадуватися в різних розділах Кодексу. Оскільки один і той же закон може бути направлений на вирішення низки різних проблем, відповідно різні частини закону можуть бути включені в різні розділи Кодексу. Статті Кодексу являють собою деяке правило (цитату з відповідного закону) з посиланням на закон, і організовані за главами, розділами та підрозділами.
За законом, ті розділи Кодексу США, які не були прийняті як закони, є юридичним свідченням, але не законом, в той час як кінцевим авторитетом є Великий звід. Якщо ж стаття або розділ Кодексу є вже прийнятим законом, то для суду він є достатнім свідченням, без необхідності пред'явлення тексту оригінального закону. Лише деякі юристи в США посилаються безпосередньо на Великий звід.
Юридична сила закону США ґрунтується не на тому, що він включений до Кодексу США, а на тому, що він був прийнятий законним шляхом.

## Кодифіковані і некодифіковані норми
У Кодекс включаються тільки «постійні закони загального характеру»; норми, пов'язані з невеликою групою людей або діючі обмежений час, як правило, не включаються до Кодексу — як, наприклад, закони про бюджет, дійсні лише протягом фінансового року. Однак якщо дані норми мають важливе значення, вони можуть бути опубліковані в Кодексі як Примітки до відповідних розділів.
Слід зазначити, що кодифікація заснована на утриманні законів, а не на механізмі їх прийняття, тому до Кодексу можуть бути включені навіть норми з актів приватного характеру, якщо вони, на відміну від решти тексту акта, мають не приватний, а загальний характер.

## Структура
Кодекс складається з 50 розділів (Title), кожен з них присвячений певній галузі права або великому правовому інституту (наприклад, розділ 15 — «Комерція і торгівля» (Commerce and Trade), розділ 17 — "Авторське право "(Copyright), розділ 35 -«Патенти»(Patents) і т. д.). Розділи розташовані в алфавітному порядку. Кожен розділ складається з глав (Chapter), які, в свою чергу, можуть ділитися на частини (Part), статті (Section) і параграфи (Paragraph).

## Історія
Спочатку американські юристи займалися кодифікацією права в приватному порядку. Такі кодекси не мали офіційного статусу. Першим офіційним кодексом було «Переглянуте законодавство», прийняте 22 червня 1874 р., яке відображало законодавство, що діяло станом на 1 грудня  1873. Пізніше Конгрес прийняв виправлену версію в 1878 р. Пізніші закони, однак, не включалися в дане Переглянуте законодавство, тому юристам ще тривалий час доводилося звертатися до Великого зводу (Statutes at Large).
Офіційний текст кодексу був прийнятий Конгресом в 1926, і з тих пір регулярно оновлюється.

## Версії Кодексу
В даний час Кодекс доступний як в паперових, так і в електронних версіях, в тому числі на широко відомому сайті Findlaw.com, а також на сайті Інституту юридичної інформації Корнельського університету (Cornell University's Legal Information Institute). Недолік даних текстів полягає в тому, що вони можуть відставати від поточного стану кодексу аж до 1-2 років. Практикуючі юристи воліють замовляти анотовані версії Кодексу у провідних юридичних компаніях (United States Code Annotated, USCA, від компанії Thomson West, або United States Code Service, USCS, від компанії LexisNexis. Публікації від даних компаній нерідко включають недавно прийняті закони, які ще не ввійшли в паперові або Інтернет-версії, а також — що важливо для американського права — посилання на судову практику, юридичні статті та інші авторитетні матеріали.
На дві даних версії широко посилаються багато правових публікації, зокрема Енциклопедія американського права Уеста (West's Encyclopedia of American law, 2nd edition, Thomson Gale, 2005).